# Louis Gernet
Louis Gernet (Parigi, 28 novembre 1882 – Parigi, 29 gennaio 1962) è stato un filologo, giurista e storico francese, specializzato sulla Grecia antica.

## Biografia

### Carriera
Ammesso all'École normale supérieure nel 1902, viene ammesso all'agrégation di grammatica nel 1905; seguirà anche dei corsi di diritto fino alla laurea. Borsista della Fondazione Thiers, ottiene nel 1917 il suo dottorato in lettere con una tesi intitolata Ricerche sullo sviluppo del pensiero giuridico e morale in Grecia.
Conduce a lungo una modesta carriera universitaria, insegnando il greco all'Università di Algeri, dove viene nominato nel 1921, diventando in seguito decano della Facoltà di Lettere. Egli acquisisce una certa notorietà partecipando alla raccolta «Evoluzione dell’Umanità» nel 1932.
Nella sua giovinezza, milita nel gruppo dei normali socialisti e nel partito socialista. Nel 1908 pubblica con lo pseudonimo di Louis Garnier un opuscolo Sul socialismo municipale, l’esempio dell’estero. Nel 1948, a 66 anni, viene chiamato, accanto a Henri Lévy-Bruhl, al seminario di sociologia giuridica della Scuola pratica degli alti studi (VI sezione), per insegnare l’antropologia storica della Grecia antica. Dal 1949 al 1961 è anche segretario generale della rivista L’Anno sociologico, alla quale collabora anche sotto la rubrica «sociologia giuridica e morale».
Durante la guerra d'Algeria, firma il Manifesto dei 121 intitolato «Dichiarazione sul diritto alla renitenza alla leva nella guerra d’Algeria». Dirige inoltre il periodico di opposizione comunista Voies Nouvelles, in cui appaiono violente critiche nei confronti di una politica che rifiuta l’indipendenza dell’Algeria.

### L'ellenista innovatore
Come scrive il suo discepolo Jean-Pierre Vernant nel 1962: «Allievo di Durkheim, amico di Mauss e di Granet, Louis Gernet è in Francia il primo ad aver affrontato lo studio delle civiltà antiche in una prospettiva sociologica o, per meglio dire, antropologica».
Questo orientamento è illustrato da Vernant e da numerosi altri storici: Pierre Vidal-Naquet, Marcel Detienne, Nicole Loraux, ecc.

## Il Centre Louis Gernet (ANHIMA)
Nel 1964, due anni dopo la morte di Gernet, Jean-Pierre Vernant fonda il Centro Louis Gernet, dedicato alle ricerche comparate sulle società antiche (nel 2009, UMR 8567 del CNRS), di cui è il primo direttore, seguito da Pierre Vidal-Naquet, François de Polignac (2006-2014) e Violaine Sebillotte Cuchet (dal 2014).
Nel 2010 il Centro Louis Gernet si fonde con il Centro Gustave Glotz (Mondi ellenistici e romani) e con Phéacie (Pratiche culturali nelle società greca e romana) per formare il laboratorio ANHIMA (Antropologia e storia dei mondi antichi, UMR 8210 del CNRS).

## Pubblicazioni
- Ricerca sullo sviluppo del pensiero giuridico nella Grecia antica, tesi principale per il dottorato in lettere, Università di Parigi, Parigi, Leroux, 1917.
- Platone: Leggi, libro IX: traduzione e commento, tesi complementare per il dottorato in lettere, Università di Parigi, Parigi, Leroux, 1917.
- Louis Gernet e André Boulanger, Il genio greco nella religione, Parigi, La Renaissance du livre, 1932.
- Diritti e società nella Grecia antica, Pubblicazioni dell'istituto di diritto romano dell'Università di Parigi, t. XIII, 1955.
- Antropologia della Grecia antica, Parigi, Maspero, 1968.
- I Greci senza miracolo (testi riuniti e presentati da Riccardo Di Donato, prefazione di Jean-Pierre Vernant), Parigi, La Découverte/Maspero, 1983.

### Traduzioni
Ha tradotto e commentato per la Collection Budé:
- Lisia, Discorsi.
- Antifone, Orazioni.
- Platone, Leggi, libri I e II.